# Маринброд
Маринброд (хорв. Marinbrod) — населений пункт у Хорватії, у Сисацько-Мославинській жупанії у складі міста Глина.

## Населення
Населення за даними перепису 2011 року становило 93 осіб.
Динаміка чисельності населення поселення:

## Клімат
Середня річна температура становить 10,81 °C, середня максимальна – 25,50 °C, а середня мінімальна – -6,40 °C. Середня річна кількість опадів – 975 мм.
| Клімат поселення                              | Клімат поселення | Клімат поселення | Клімат поселення | Клімат поселення | Клімат поселення | Клімат поселення | Клімат поселення | Клімат поселення | Клімат поселення | Клімат поселення | Клімат поселення | Клімат поселення | Клімат поселення |
| Показник                                      | Січ.             | Лют.             | Бер.             | Квіт.            | Трав.            | Черв.            | Лип.             | Серп.            | Вер.             | Жовт.            | Лист.            | Груд.            |                  |
| Середній максимум, °C                         | 6,83             | 8,92             | 13,50            | 17,75            | 22,36            | 25,50            | 24,69            | 23,94            | 20,34            | 15,32            | 9,53             | 5,44             |                  |
| Середня температура, °C                       | 0,22             | 2,30             | 6,89             | 11,14            | 15,75            | 18,88            | 20,58            | 19,81            | 16,21            | 11,20            | 5,41             | 1,33             |                  |
| Середній мінімум, °C                          | −6,4             | −4,31            | 0,27             | 4,52             | 9,12             | 12,27            | 16,43            | 15,70            | 12,10            | 7,08             | 1,30             | −2,82            |                  |
| Норма опадів, мм                              | 60               | 58               | 67               | 80               | 83               | 94               | 87               | 89               | 90               | 94               | 98               | 75               |                  |
| Середньомісячна швидкість вітру, м/с          | 1.70             | 1.83             | 2.28             | 2.13             | 1.98             | 1.80             | 1.79             | 1.60             | 1.60             | 1.63             | 1.70             | 1.71             |                  |
| Середньомісячна сонячна радіація, кДж/м²·день | 4235             | 7007             | 10639            | 15082            | 19382            | 21364            | 22467            | 19595            | 14410            | 8906             | 4710             | 3449             |                  |
| --------------------------------------------- | ---------------- | ---------------- | ---------------- | ---------------- | ---------------- | ---------------- | ---------------- | ---------------- | ---------------- | ---------------- | ---------------- | ---------------- | ---------------- |
| Джерело:                                      |                  |                  |                  |                  |                  |                  |                  |                  |                  |                  |                  |                  |                  |